# Prosopis affinis
Prosopis affinis е вид растение от семейство Бобови (Fabaceae).

## Разпространение
Разпространен е в Аржентина, Бразилия, Парагвай и Уругвай.